# Киин-Кериш
Уро́чище Киин-Кериш (каз. Қиын керіш) находится в Курчумском районе Восточно-Казахстанской области Республики Казахстан, в Зайсанской котловине. Местность имеет характерный каньона ландшафт и окружена пустынной равниной. На прослойках глины и песка наблюдаются следы листьев тропической флоры и обнаружены кости древних позвоночных. Основное название, Киин-Кериш, переводится как «Гордая красота».
Киин-Кериш содержит пять флористических горизонтов и четыре горизонта с окаменелостями древних позвоночных, что делает его важным объектом для ученых.
Ближайший населённый пункт — село Такыр.

## Флора и фауна
С точки зрения геологов, местность представляет себе уникальный палеонтологический памятник. По оценкам, возраст урочища составляет от 15 до 30 миллионов лет. Глинистые породы Киин-Кериша сформировались в условиях тропического климата мезозоя — эпохи, когда планету населяли динозавры. Киин-Кериш хранит следы исчезновения динозавров, вероятно, вызванного резкими климатическими изменениями. Из-за жаркого климата и полного отсутствия воды эта местность остается пустынной и неприветливой. Растительный мир представлен редкими видами, такими как ферула Крылова и атрафаксис серый, охраняемыми на региональном уровне. В Киин-Керише обитают редкие животные, среди которых есть желтый лемминг, занесенный в Красную книгу Казахстана. Эти виды представляют особый интерес для ученых, поскольку находятся на грани исчезновения.